# Johanna Goliszewski
Johanna Goliszewski (* 9. Mai 1986 in Olsztyn, Polen, verheiratete Johanna Käpplein) ist eine deutsche Badmintonnationalspielerin. Sie ist als Sportsoldatin in der Bundeswehr tätig.

## Karriere
Johanna Goliszewski gewann bis 2005 fünf Nachwuchstitel in Deutschland. 2009 siegte sie dann erstmals bei den Erwachsenen bei den Slovenian International im Damendoppel mit Claudia Vogelgsang. Mit Carla Nelte gewann sie ein Jahr später die Hungarian International. 2010 siegte sie im Mixed mit Peter Käsbauer bei den Welsh International. Im Uber Cup 2010 schied sie dagegen mit der deutschen Nationalmannschaft in der Zwischenrunde aus.
2012 konnte sie mit der deutschen Damennationalmannschaft die Goldmedaille bei der Mannschaftseuropameisterschaft erringen. Bei den Denmark Open 2012 war Johanna Goliszewski im Damendoppel mit Birgit Michels am Start. Bei den Bitburger Open 2012, einem Turnier mit Grand-Prix-Gold-Status, erreichten sie gemeinsam das Finale.
2013 wurde Goliszewski bei der Europameisterschaft für gemischte Mannschaften in Russland Europameister.
Von 2013 bis 2016 gewann Goliszewski vier Mal in Folge die Deutschen Meisterschaften im Damendoppel. 2016 qualifizierte sie sich außerdem für die Olympischen Sommerspiele in Rio de Janeiro und konnte mehrere internationale Turniere im Damendoppel gewinnen. Aus gesundheitlichen Gründen beendete Goliszewski ihre Spielerkarriere. Im Anschluss an ihre aktive Karriere arbeitete Goliszewski als Trainerin der deutschen U23-Nationalmannschaft am DBV-Stützpunkt in Mülheim an der Ruhr.

## Partner
Johanna Goliszewski hat bei internationalen Veranstaltungen mit folgenden Partnern in den Doppeldisziplinen gespielt:

### Gemischtes Doppel
| Name               | Nationalität | Jahr(e)         |
| ------------------ | ------------ | --------------- |
| Josche Zurwonne    | Deutschland  | 2009–2010       |
| Felix Schoppmann   | Deutschland  | 2010            |
| Peter Käsbauer     | Deutschland  | 2011–2012, 2018 |
| Blagovest Kisyov   | Bulgarien    | 2012            |
| Andreas Heinz      | Deutschland  | 2012            |
| Oliver Roth        | Deutschland  | 2012            |
| Johannes Schöttler | Deutschland  | 2013–2014       |

### Damendoppel
| Name               | Nationalität | Jahr(e)              |
| ------------------ | ------------ | -------------------- |
| Gitte Köhler       | Deutschland  | 2008                 |
| Michaela Peiffer   | Deutschland  | 2008                 |
| Sandra Marinello   | Deutschland  | 2009                 |
| Inken Wienefeld    | Deutschland  | 2009                 |
| Claudia Vogelgsang | Deutschland  | 2009–2010            |
| Annekatrin Lillie  | Deutschland  | 2009–2010            |
| Juliane Schenk     | Deutschland  | 2011                 |
| Ilse Vaessen       | Niederlande  | 2011                 |
| Carla Nelte        | Deutschland  | 2011–2012, 2014–2016 |
| Isabel Herttrich   | Deutschland  | 2011–2012            |
| Carola Bott        | Deutschland  | 2012                 |
| Judith Meulendijks | Niederlande  | 2012                 |
| Birget Michels     | Deutschland  | 2013–2014            |
| Lara Käpplein      | Deutschland  | 2016–2019            |

## Sportliche Erfolge
| Saison    | Veranstaltung                    | Disziplin   | Platz | Name                                                                 |
| --------- | -------------------------------- | ----------- | ----- | -------------------------------------------------------------------- |
| 2002/2003 | Deutsche Einzelmeisterschaft U17 | Dameneinzel | 2     | Johanna Goliszewski (TV Wetzlar)                                     |
| 2002/2003 | Deutsche Einzelmeisterschaft U17 | Damendoppel | 3     | Johanna Goliszewski (TV Wetzlar) / Caroline Georg (TuS Schwanheim)   |
| 2003/2004 | Deutsche Einzelmeisterschaft U19 | Dameneinzel | 2     | Johanna Goliszewski (TV Wetzlar)                                     |
| 2004/2005 | Deutsche Einzelmeisterschaft U19 | Damendoppel | 1     | Annekatrin Lillie / Johanna Goliszewski (BV Gifhorn / 1. BV Maintal) |
| 2004/2005 | Deutsche Einzelmeisterschaft U19 | Dameneinzel | 3     | Johanna Goliszewski (1. BV Maintal)                                  |
| 2009      | Slovenian International          | Damendoppel | 1     | Johanna Goliszewski / Claudia Vogelgsang                             |
| 2010      | Hungarian International          | Damendoppel | 1     | Johanna Goliszewski / Carla Nelte                                    |
| 2010      | Welsh International              | Mixed       | 1     | Peter Käsbauer / Johanna Goliszewski                                 |
| 2010      | Spanish International            | Mixed       | 2     | Peter Käsbauer / Johanna Goliszewski                                 |
| 2011      | Slovenia International           | Damendoppel | 1     | Johanna Goliszewski / Carla Nelte                                    |
| 2012      | Mannschaftseuropameisterschaft   | Damenteam   | 1     | Deutschland                                                          |
| 2012      | French International             | Damendoppel | 1     | Johanna Goliszewski / Judith Meulendijks                             |
| 2012      | French International             | Mixed       | 1     | Peter Käsbauer / Johanna Goliszewski                                 |
| 2012      | Belgian International            | Damendoppel | 2     | Johanna Goliszewski / Judith Meulendijks                             |
| 2012      | Bitburger Open                   | Damendoppel | 2     | Johanna Goliszewski / Birgit Michels                                 |
| 2013      | Deutsche Meisterschaften 2013    | Damendoppel | 1     | Johanna Goliszewski / Birgit Michels                                 |
| 2014      | Brazil Grand Prix                | Damendoppel | 1     | Johanna Goliszewski / Carla Nelte                                    |
| 2014      | Deutsche Meisterschaften 2014    | Damendoppel | 1     | Johanna Goliszewski / Birgit Michels                                 |
| 2015      | Deutsche Meisterschaften 2015    | Damendoppel | 1     | Johanna Goliszewski / Carla Nelte                                    |
| 2015      | Turkey International 2015        | Damendoppel | 3     | Johanna Goliszewski / Carla Nelte                                    |
| 2015      | USA International 2015           | Damendoppel | 3     | Johanna Goliszewski / Carla Nelte                                    |
| 2015      | Brasil Open 2015                 | Damendoppel | 3     | Johanna Goliszewski / Carla Nelte                                    |
| 2015      | Dutch Open 2015                  | Damendoppel | 3     | Johanna Goliszewski / Carla Nelte                                    |
| 2015      | Belgian International 2015       | Damendoppel | 3     | Johanna Goliszewski / Carla Nelte                                    |
| 2015      | Guatemala International 2015     | Damendoppel | 1     | Johanna Goliszewski / Carla Nelte                                    |
| 2015      | Russia Open 2015                 | Damendoppel | 2     | Johanna Goliszewski / Carla Nelte                                    |
| 2016      | Deutsche Meisterschaften 2016    | Damendoppel | 1     | Johanna Goliszewski / Carla Nelte                                    |
| 2016      | Peru International 2016          | Damendoppel | 1     | Johanna Goliszewski / Carla Nelte                                    |
| 2016      | Austrian Open 2016               | Damendoppel | 3     | Johanna Goliszewski / Carla Nelte                                    |
| 2017      | Czech Open 2017                  | Damendoppel | 3     | Johanna Goliszewski / Lara Käpplein                                  |
| 2017      | Kharkiv International 2017       | Damendoppel | 1     | Johanna Goliszewski / Lara Käpplein                                  |
| 2017      | St. Petersburg White Nights 2017 | Damendoppel | 3     | Johanna Goliszewski / Lara Käpplein                                  |